# Novinářský průkaz

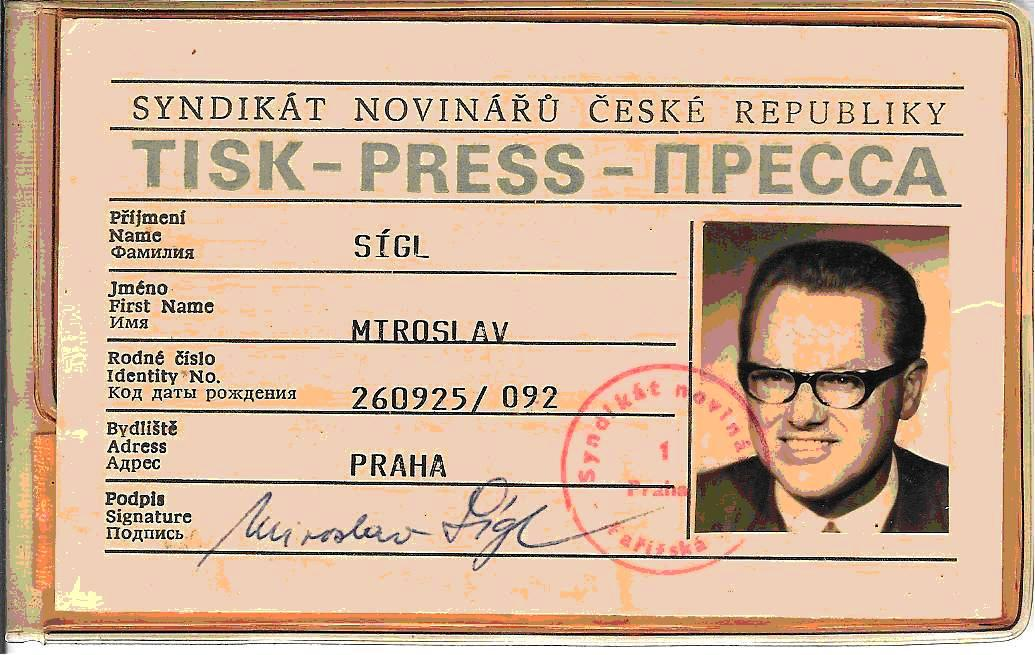
Novinářský průkaz Miroslava Sígla

Novinářský průkaz je dokladem o profesi držitele a potvrzuje jeho profesionální novinářský zájem zprostředkovat informace veřejnosti a slouží k identifikaci lidí pracující pro sdělovací prostředky, jako jsou noviny, televize a rozhlas. V zahraničí se označuje jako PRESS legitimation (případně press pass, press card nebo journalist pass). V ČR jej vydává Syndikát novinářů jako svůj členský průkaz.

## Historie
V minulosti byl policisty respektován stejně jako poslanecká a nebo senátorská legitimace. Před druhou světovou válkou si mohl její držitel koupit celoroční jízdenku na všechny železniční tratě na území Čech se značnou slevou. Lístek první třídy měli dokonce novináři levnější, než poslanci a senátoři. To samé platilo i v Praze při koupi jízdenek na pouliční elektrické dráhy.
Za socialismu měl podobu malé, červené knížky, velice podobné stranické legitimaci, dnes ji můžete získat už pouze jako sběratelskou kuriozitu, na on line aukcích, za vyvolávací cenu okolo 500 korun.[zdroj?]

## Současnost
Jak český národní novinářský průkaz, tak průkaz Mezinárodní novinářské federace (IFJ), který na území ČR vydává výhradně Syndikát novinářů (jediný český zástupce v IFJ), jsou užitečnými nástroji žurnalisty. Z jejich držení sice nevyplývají žádná zákonná práva, avšak usnadňují novinářskou práci – například při získávání tuzemských i zahraničních akreditací na nejrůznější události nebo domlouvání přístupu na akce pro tisk či do různých institucí všeobecně. Někdy může mít držitel průkazu volné vstupné na některé kulturní a sportovní akce, kongresy, politická jednání, ale také třeba do válečné zóny.
Mezinárodní novinářský průkaz může získat každý řádný člen Syndikátu novinářů (řádným členem se stává žadatel po ročním statusu čekatele). Prvním krokem pro jeho získání je vyplnění formuláře s osobními údaji, jako je fotografie, jméno, datum narození, rodné číslo a pro jaké noviny či televizi pracuje. Po zaplacení poplatku 1400 korun je zaslán poštou a platí dva roky. Po uplynutí této lhůty se průkaz musí stejnou cestou obnovit. Někteří jedinci, nemající nic společného se žurnalistikou, se snaží těchto výhod zneužít. V roce 2014 upozornila Česká tisková kancelář na masivní nárůst falešných novinářských průkazů.
V mnohých zemích se však průkaz stává zdrojem persekuce, především pak v zemích, kde stále vládne totalita a cenzura. Například Čína se snaží vyhostit novináře píšící pro The New York Times, The Wall Street Journal a The Washington Post. Vláda vyzvala pracovníky těchto médií, jimž měla vypršet akreditace, aby do deseti dnů vrátili své novinářské průkazy a zemi opustili. Chce tak zabránit šíření skutečností a pravdivých informací, o situaci v této zemi, dále do světa. První místo mezi zeměmi, kde je za svou práci vězněno nejvíce novinářů získalo Turecko. Po pokusu o převrat, v roce 2016, bylo zatčeno více než 100 novinářů, zhruba 150 médií bylo uzavřeno a více než 700 novinářských průkazů zrušeno.

## Galerie

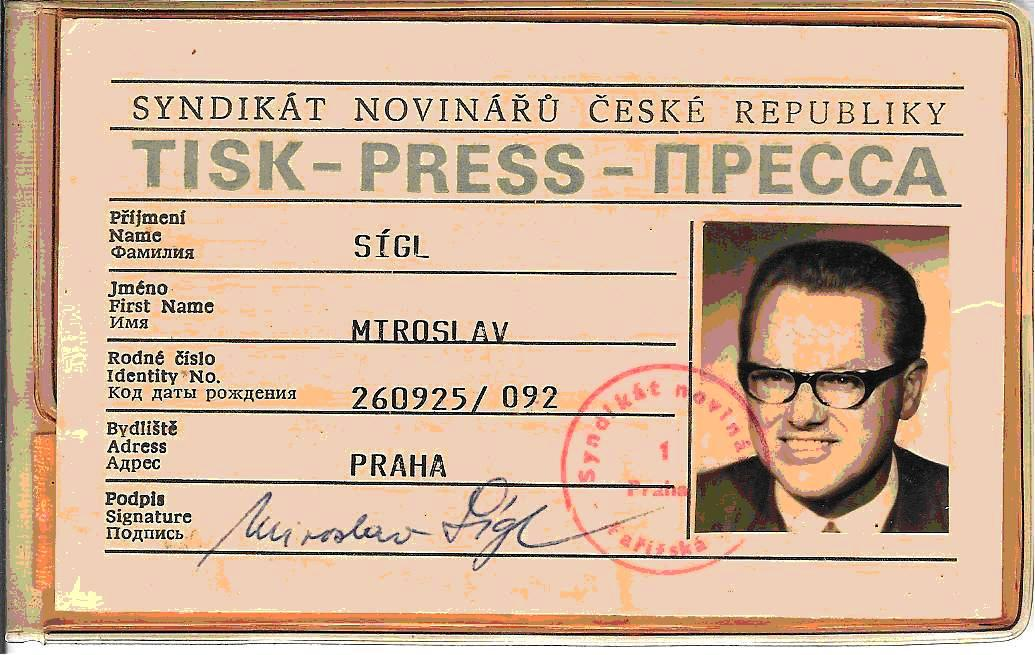
Průkaz SNČR Miroslava Sígla
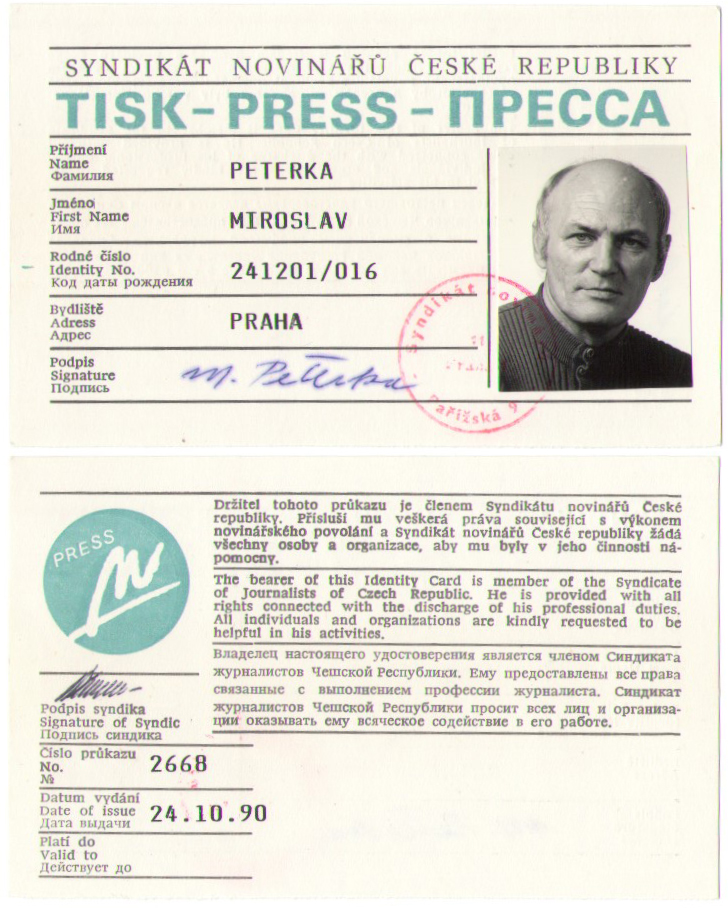
Průkaz SNČR Miroslava Peterky
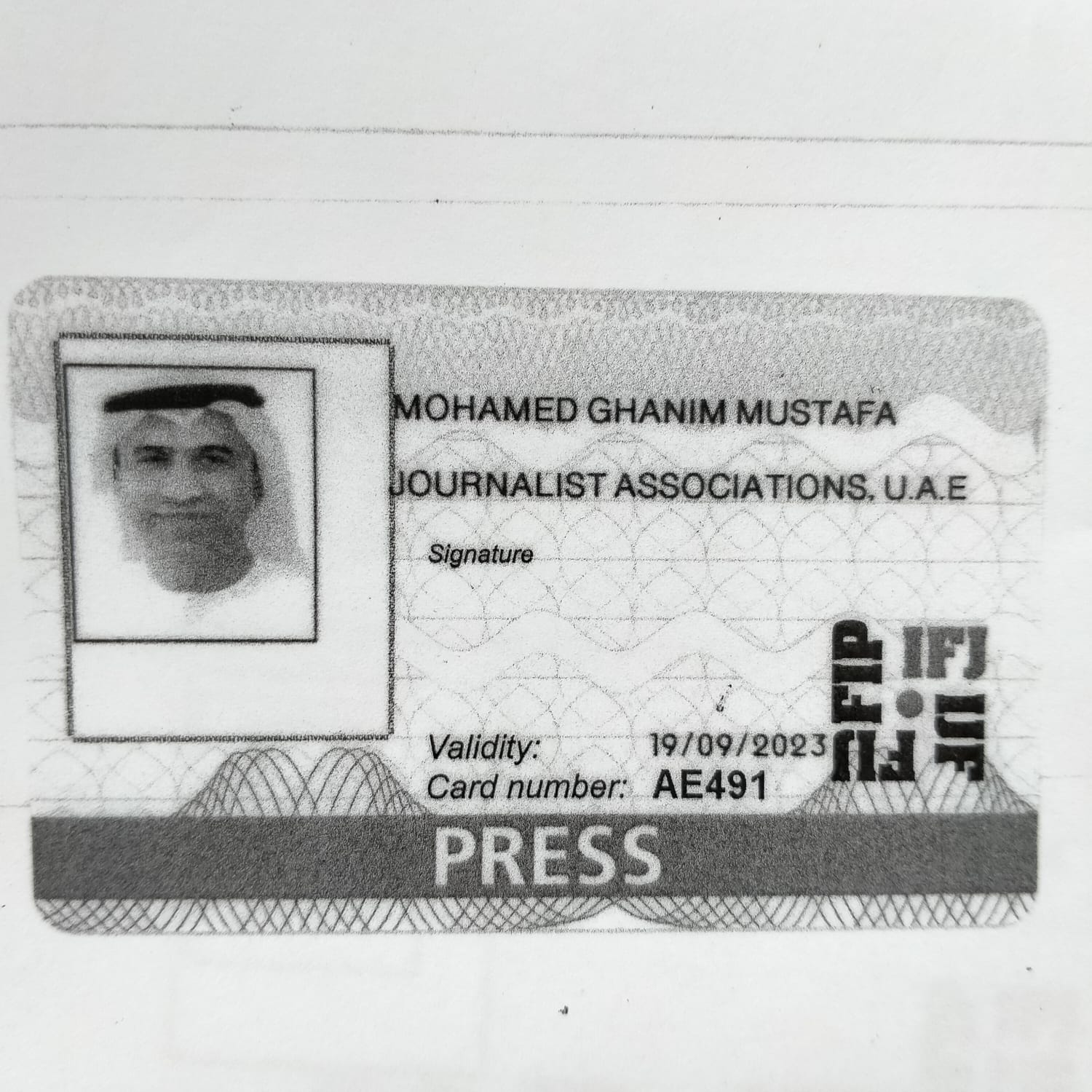
Mezinárodní průkaz IFJ Mohameda Mustafy (Spojené arabské emiráty)
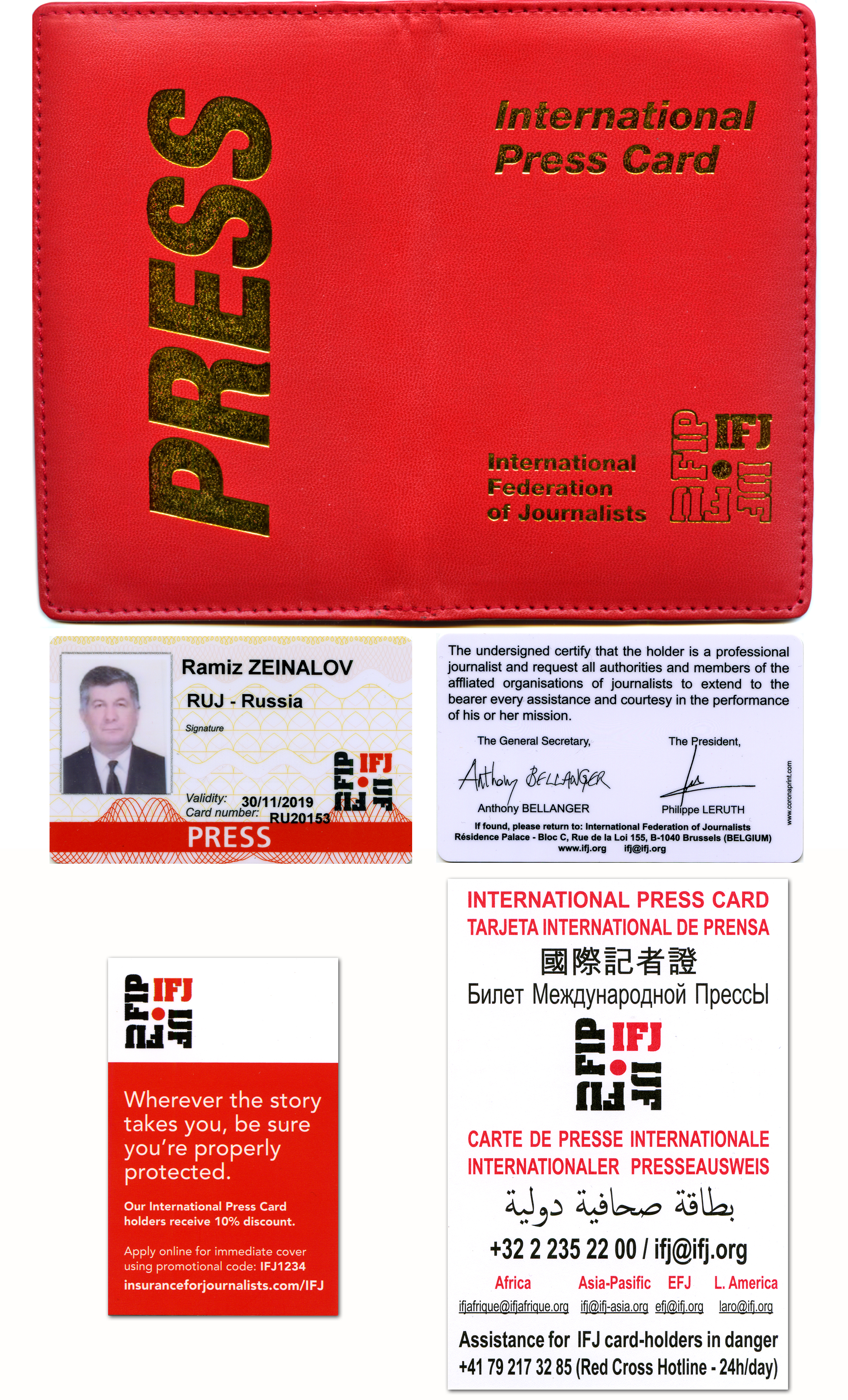
Mezinárodní průkaz IFJ Ramize Zejnalova (Rusko) včetně pouzdra a asistenční karty
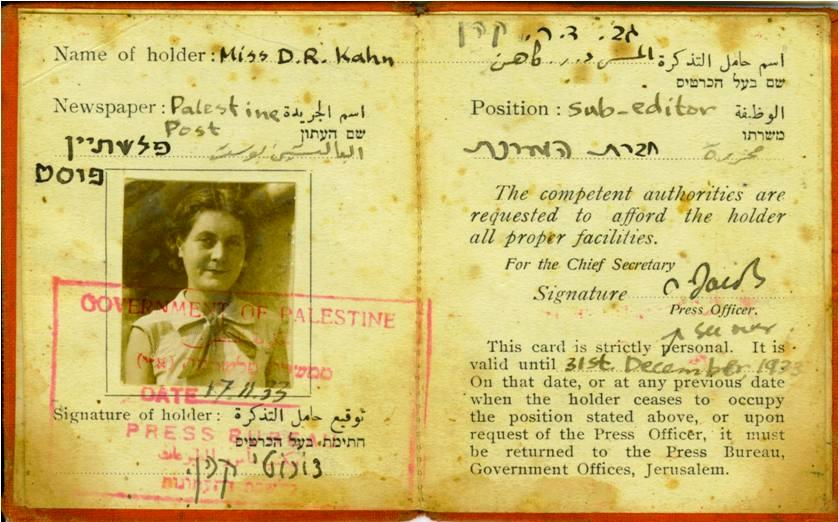
Průkaz izraelské novinářky Dorothy Bar-Adon vydaný vládou britského mandátu Palestina
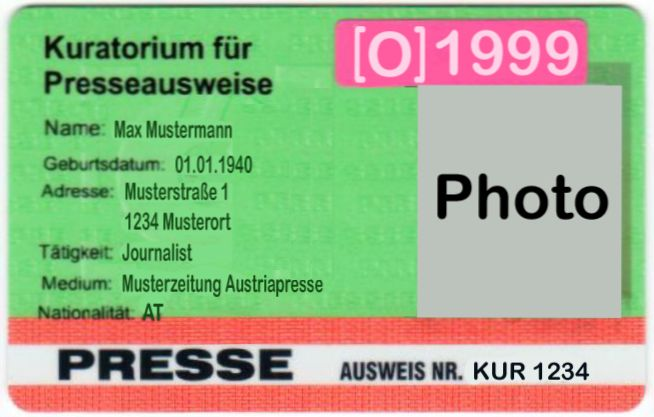
Rakouský vzor novinářského průkazu